# Czesław Śnieżyński
Czesław Śnieżyński, do 1953 Hupa (ur. 15 czerwca 1930 w Rawiczu, zm. 28 lipca 2016 w Hanowerze) – polski lekkoatleta, specjalizujący się w rzucie dyskiem i pchnięciu kulą. Medalista mistrzostw Polski, reprezentant Polski.

## Życiorys
Startował w barwach AZS Poznań (1952–1959) i Olimpii Poznań (1960–1966). W 1958 i 1959 zdobył brązowy medal mistrzostw Polski seniorów w rzucie dyskiem.
Reprezentował Polskę na zawodach Letniej Uniwersjady w Turynie (1959), gdzie zajął 5. miejsce w rzucie dyskiem, z wynikiem 51,22, a w pchnięciu kulą odpadł w eliminacjach, z wynikiem 13,92. W tym samym roku wystąpił jedyny raz w meczu międzypaństwowym: 19 lipca 1959 w meczu z Jugosławią zajął 3. miejsce w rzucie dyskiem.
Z zawodu był lekarzem, w 1975 wyjechał na stałe do Niemiec.
Rekordy życiowe:
- pchnięcie kulą: 14,59 (29.05.1960)
- rzut dyskiem: 52,55 (25.06.1959)